# 佐藤一郎 (映画プロデューサー)
佐藤 一郎（さとう いちろう、1913年12月25日 - 1987年10月1日）は、日本の映画プロデューサー、脚本家である。

## 人物
第二次世界大戦後の新東宝、東宝、東京映画で活動した。『われ一粒の麦なれど』、「駅前シリーズ」を手がけ、日本映画製作者協会（現在の日本映画テレビプロデューサー協会）の第4代理事長を歴任した。脚本家としてのペンネームは椿 澄夫（つばき すみお）、佐藤 信一郎（-しんいちろう）とも名乗った。

## 来歴
1913年（大正2年）12月25日、東京市（現在の東京都）に生まれる。
早稲田大学を卒業後、東宝の前身の東宝映画に入社、戦後、新東宝の設立に参加した。1949年（昭和24年）、渡辺邦男監督の「渡辺プロダクション」と新東宝との共同製作で、同監督の『異国の丘』を同監督とともにプロデュースし、「製作」として名を連ねる。同作は、同年4月25日に東宝の配給によって公開された。新東宝では1951年（昭和26年）まで6本を手がけた。
1954年（昭和29年）、自らがプロデュースした青柳信雄監督の映画『うれし恥かし看板娘』の脚本を椿 澄夫の筆名で書き、脚本家としてデビューした。脚本執筆作は11作ある。
1958年（昭和33年）、豊田四郎監督の映画『喜劇 駅前旅館』をプロデュースし、同作を皮切りに「駅前シリーズ」を立ち上げ、全24作品、1969年（昭和44年）までつづくシリーズとなった。
1964年（昭和39年）5月、前任者の大映のプロデューサー松山英夫から引継ぎ、「日本映画製作者協会」の第4代理事長に就任した。同年、松山善三監督の『われ一粒の麦なれど』を手がけ、第15回ブルーリボン賞企画賞を獲得した。
定年退職後の1973年（昭和48年）、芸苑社を立ち上げ、『恍惚の人』（1973年）、『華麗なる一族』（1974年）、『不毛地帯』（1976年）と社会派の大作映画を手がけた。
1987年（昭和62年）10月1日、死去した。満73歳没。
俳優の藤木悠、細川俊夫は義弟に当たる。

## フィルモグラフィ

### 新東宝
- 『異国の丘』 : 監督渡辺邦男、共同製作渡辺プロダクション、1949年
- 『エノケン・大河内の旅姿人気男』 : 監督渡辺邦男、共同製作エノケンプロダクション、1949年
- 『鍋島怪猫伝』 : 監督渡辺邦男、1949年
- 『帰国 (ダモイ)』 : 監修渡辺邦男、監督佐藤武、1949年
- 『桃の花の咲く下で』 : 監督清水宏、1951年
- 『ブンガワンソロ』 : 監督市川崑、1951年

### 東宝
- 『あゝ青春に涙あり』 : 監督杉江敏男、1952年
- 『都会の横顔』 : 監督清水宏、1953年
- 『坊っちゃん』 : 監督丸山誠治、東京映画、1953年
- 『女心はひと筋に』 : 監督杉江敏男、1953年
- 『落語長屋は花ざかり』 : 監督青柳信雄、1954年
- 『芸者小夏』 : 監督杉江敏男、1954年
- 『夏祭り落語長屋』 : 監督青柳信雄、1954年
- 『魔子恐るべし』 : 監督鈴木英夫、1954年
- 『落語長屋のお化け騒動』 : 監督青柳信雄、1954年
- 『うれし恥かし看板娘』 : 監督青柳信雄、1954年 - 脚本兼任
- 『やんちゃ娘行状記』 : 監督渡辺邦男、1955年
- 『花嫁立候補』 : 監督渡辺邦男、1955年
- 『お笑い捕物帖 八ッあん初手柄』 : 監督青柳信雄、1955年 - 脚本兼任
- 『不滅の熱球』 : 監督鈴木英夫、1955年
- 『大番頭小番頭』 : 監督鈴木英夫、1955年
- 『渡り鳥いつ帰る』 : 監督久松静児、東京映画、1955年 - 企画
- 『芸者小夏 ひとり寝る夜の小夏』 : 監督青柳信雄、1955年
- 『旅路』 : 監督稲垣浩、1955年
- 『夫婦善哉』 : 監督豊田四郎、1955年
- 『花嫁会議』 : 監督青柳信雄、1955年 - 脚本兼任
- 『幸福はあの星の下に』 : 監督杉江敏男、1956年
- 『現代の欲望』 : 監督丸山誠治、1956年
- 『鬼火』 : 監督千葉泰樹、1956年
- 『お嬢さん登場』 : 監督山本嘉次郎、1956年 - 脚本兼任
- 『好人物の夫婦』 : 監督千葉泰樹、1956年
- 『猫と庄造と二人のをんな』 : 監督豊田四郎、東京映画、1956年
- 『若人の凱歌』 : 監督青柳信雄、1956年
- 『世にも面白い男の一生 桂春団治』 : 監督木村恵吾、宝塚映画、1956年 - 企画
- 『忘却の花びら』 : 監督杉江敏男、1957年
- 『雪国』 : 監督豊田四郎、1957年
- 『忘却の花びら 完結篇』 : 監督杉江敏男、1957年
- 『裸の町』 : 監督久松静児、東京映画、1957年
- 『夕凪』 : 監督豊田四郎、宝塚映画、1957年

### 東京映画
- 『負ケラレマセン勝ツマデハ』 : 監督豊田四郎、1958年
- 『恋は異なもの味なもの』 : 監督瑞穂春海、1958年
- 『ぶっつけ本番』 : 監督佐伯幸三、1958年
- 『喜劇駅前旅館』 : 監督豊田四郎、1958年
- 『人生劇場 青春篇』 : 監督杉江敏男、東宝、1958年

- 『グラマ島の誘惑』 : 監督川島雄三、1959年
- 『愛妻記』 : 監督久松静児、1959年
- 『男性飼育法』 : 監督豊田四郎、1959年
- 『愛の鐘』 : 監督久松静児、1959年
- 『暗夜行路』 : 監督豊田四郎、1959年

- 『人も歩けば』 : 監督川島雄三、1960年
- 『落語天国紳士録』 : 監督青柳信雄、東宝、1960年 - 脚本のみ
- 『珍品堂主人』 : 監督豊田四郎、1960年
- 『噛みついた若旦那』 : 監督青柳信雄、1960年 - 脚本のみ
- 『幽霊繁盛記』 : 監督佐伯幸三、1960年
- 『濹東綺譚』 : 監督豊田四郎、1960年
- 『自由ヶ丘夫人』 : 監督佐伯幸三、1960年
- 『赤坂の姉妹 夜の肌』 : 監督川島雄三、1960年

- 『縞の背広の親分衆』 : 監督川島雄三、1961年
- 『東京夜話』 : 監督豊田四郎、1961年
- 『喜劇 駅前団地』 : 監督久松静児、1961年
- 『南の島に雪が降る』 : 監督久松静児、1961年
- 『花影』 : 監督川島雄三、1961年
- 『喜劇 駅前弁当』 : 監督久松静児、1961年

- 『明日ある限り』 : 監督豊田四郎、1962年
- 『はぐれ念仏 歓喜まんだら』 : 監督佐伯幸三、1962年
- 『娘と私』 : 監督堀川弘通、1962年
- 『如何なる星の下に』 : 監督豊田四郎、1962年
- 『青べか物語』 : 監督川島雄三、1962年
- 『喜劇 駅前温泉』 : 監督久松静児、1962年
- 『新・狐と狸』 : 監督松林宗恵、宝塚映画、1962年
- 『喜劇 駅前飯店』 : 監督久松静児、1962年

- 『憂愁平野』 : 監督豊田四郎、1963年
- 『喜劇 とんかつ一代』 : 監督川島雄三、1963年
- 『白と黒』 : 監督堀川弘通、1963年
- 『台所太平記』 : 監督豊田四郎、1963年
- 『喜劇 駅前茶釜』 : 監督久松静児、1963年
- 『みれん』 : 監督千葉泰樹、1963年
- 『新・夫婦善哉』 : 監督豊田四郎、1963年

- 『喜劇 駅前女将』 : 監督佐伯幸三、1964年
- 『ミスター・ジャイアンツ 勝利の旗』 : 監督佐伯幸三、1964年
- 『くたばれ! 社用族』 : 監督秦幸三郎、1964年
- 『喜劇 陽気な未亡人』 : 監督豊田四郎、1964年
- 『喜劇 駅前怪談』 : 監督佐伯幸三、1964年
- 『喜劇 駅前音頭』 : 監督佐伯幸三、1964年
- 『われ一粒の麦なれど』 : 監督松山善三、1964年
- 『甘い汗』 : 監督豊田四郎、1964年
- 『喜劇 駅前天神』 : 監督佐伯幸三、1964年

- 『喜劇 駅前医院』 : 監督佐伯幸三、1965年
- 『波影』 : 監督豊田四郎、1965年
- 『最後の審判』 : 監督堀川弘通、1965年
- 『喜劇 駅前金融』 : 監督佐伯幸三、1965年
- 『四谷怪談』 : 監督豊田四郎、1965年
- 『花のお江戸の法界坊』 : 監督久松静児、1965年
- 『大工太平記』 : 監督豊田四郎、1965年
- 『六條ゆきやま紬』 : 監督松山善三、1965年
- 『喜劇 駅前大学』 : 監督佐伯幸三、1965年
- 『あんま太平記』 : 監督佐伯幸三、1965年

- 『喜劇 駅前弁天』 : 監督佐伯幸三、1966年
- 『喜劇 駅前漫画』 : 監督佐伯幸三、1966年
- 『落語野郎 大脱線』 : 監督杉江敏男、東宝、1966年 - 原作・脚本のみ
- 『喜劇 駅前番頭』 : 監督佐伯幸三、1966年
- 『喜劇 仰げば尊し』 : 監督渋谷実、1966年
- 『喜劇 駅前競馬』 : 監督佐伯幸三、1966年
- 『落語野郎 大馬鹿時代』 : 監督杉江敏男、東宝、1966年 - 脚本のみ

- 『喜劇 駅前満貫』 : 監督佐伯幸三、1967年
- 『落語野郎 大爆笑』 : 監督杉江敏男、東宝、1967年 - 脚本のみ
- 『千曲川絶唱』 : 監督豊田四郎、1967年
- 『喜劇 駅前学園』 : 監督井上和男、1967年
- 『落語野郎 大泥棒』 : 監督松林宗恵、東宝 、1967年 - 脚本のみ
- 『喜劇 駅前探検』 : 監督井上和男、1967年
- 『喜劇 駅前百年』 : 監督豊田四郎、1967年
- 『君に幸福を センチメンタル・ボーイ』 : 監督丸山誠治、1967年

- 『喜劇 駅前開運』 : 監督豊田四郎、1968年
- 『女と味噌汁』 : 監督五所平之助、1968年
- 『ドリフターズですよ! 盗って盗って盗りまくれ』 : 監督渡辺祐介、共同製作渡辺プロダクション、1968年
- 『喜劇 駅前火山』 : 監督山田達雄、1968年
- 『日本の青春』 : 監督小林正樹、1968年
- 『北穂高絶唱』 : 監督沢島忠、1968年
- 『お熱い休暇』 : 監督平山晃生、1968年
- 『にっぽん親不孝時代』 : 監督山本邦彦、1968年

- 『喜劇 駅前桟橋』 : 監督杉江敏男、1969年
- 『ザ・テンプターズ 涙のあとに微笑みを』 : 監督内川清一郎、1969年
- 『津軽絶唱』 : 監督岡本愛彦、1969年
- 『ボルネオ大将 赤道に賭ける』 : 監督沢島忠、1969年
- 『水戸黄門漫遊記』 : 監督千葉泰樹、東宝、1969年
- 『喜劇 新宿広場』 : 監督山本邦彦、東宝、1969年 - 脚本兼任

### 芸苑社
- 『恍惚の人』 : 監督豊田四郎、1973年
- 『華麗なる一族』 : 監督山本薩夫、1974年
- 『吾輩は猫である』 : 監督市川崑、1975年
- 『桜の森の満開の下』 : 監督篠田正浩、1975年
- 『妻と女の間』 : 監督豊田四郎 / 市川崑、東宝映画、製作協力 芸苑社、1976年
- 『不毛地帯』 : 監督山本薩夫、1976年
- 『天平の甍』 : 監督熊井啓、「天平の甍」製作委員会、1980年 - 委員会事務局長を兼任
- 『ひめゆりの塔』 : 監督今井正、監督協力神山征二郎、1982年

## 註
1. 1 2 3 4 5 6 7 8 9 10  佐藤一郎、講談社『日本人名大辞典』、コトバンク、2009年10月13日閲覧。
2. ↑  いわゆる「ナベプロ」の渡辺プロダクションではない。
3. ↑  役員一覧、社団法人日本映画テレビプロデューサー協会、2009年10月13日閲覧。
4. ↑  同協会は、1954年（昭和29年）10月にマキノ光雄が初代会長に就任して設立され、現在は社団法人日本映画テレビプロデューサー協会となっている。